# Betti Alver

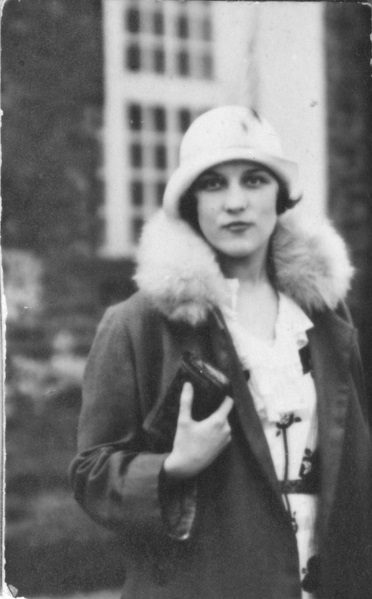
Betti Alver, 1930.

Betti Alver (Jõgeva, 23 november 1906 - Tartu, 19 juni 1989) was een Estische schrijfster.

## Leven
Betti Alver werd geboren in Jõgeva in het gezin van een spoorwegman, waarin veel kinderen waren. Vier van hen stierven voortijdig aan ziekten. Betti was het jongste kind en groeide samen met haar broer Martin op. Haar vader en broer waren goede vioolspelers. Behalve Estisch sprak men thuis Duits en Russisch. Betti was leerling van het Poesjkin Meisjesgymnasium en van het Meisjesgymnasium van de Estische Jeugdopvoedingsvereniging in Tartu. Van 1924 tot 1927 studeerde zij Estische filologie aan de Universiteit van Tartu. Daarna woonde zij meer dan zestig jaar, tot aan haar dood, als beroepsschrijfster in Tartu. Zij begon met het schrijven van novellen en romans, maar maakte later vooral naam met haar gedichten. In 1937 trouwde zij met Heiti Talvik, die overleed in een Siberisch kamp, en in 1956 met Mart Lepik.
Zij ligt begraven op de Oude Sint-Jansbegraafplaats, onderdeel van de Raadi-begraafplaats, in Tartu.
In haar geboortehuis is het Betti Alver-museum gevestigd. 

## Werk
Haar debuut maakte Alver met de novelle Vaene väike (1927). In 1927 kwam haar roman Tuulearmuke uit, in 1930 de roman Invaliidid. De gedichtenbundel Tolm ja tuli uit 1936 betekende haar doorbraak. Na een lange pauze verscheen in 1962 de gedichtenbundel Mõrane peegel, gevolgd door de gedichtenbundels Tähetund (1966) en Eluhelbed (1971). Korallid Emajões (1986) was haar laatste dichtwerk. In Alvers werk is de geest belangrijker dan de materie, getuige haar beroemde gedicht Geest en Macht uit 1939:
De geest droeg ooit een rijke dos
en lauwerkrans
hij draaide aan 't spit een vette os -
maar thans? Maar thans?
De massa staat in vroom gelid
en rijke dos.
Maar vriend, nu zit de geest aan 't spit
en draait de os.
Betti Alver vertaalde ook, o.a. Poesjkins Jevgeni Onegin en de Duitse verzen van Kristjan Jaak Peterson.

## Arbujad
In 1938 verscheen een verzamelband van acht dichters met de titel Arbujad (Bezweerders). Uitgever van de anthologie was Ants Oras. In een recensie schreef Aleksander Aspel in het tijdschrift Looming dat er een nieuwe dichtersgeneratie was geboren. Juhan Sütiste schreef een scherpe kritiek op de Arbujad in een polemisch essay in 1940. Maar daarop kwam weer een reactie uit o.a. exilkringen, die de poëzie van de Arbujad nu nog geweldiger vonden. 
Van de acht dichters hadden er zeven al boeken geschreven. De Arbujad zijn nooit als groep opgetreden. Betti Alver vormde met Heiti Talvik, met wie zij trouwde en die als enige van de groep werd gevangengenomen, de kern van de groep. De anderen waren Mart Raud, Paul Viiding, de onconventionele Uku Masing, Bernard Kangro, Kersti Merilaas en de met laatstgenoemde getrouwde August Sang.

### Poëzie
- Lugu valgest varesest: poeem (Geschiedenis van een witte kraai: poeem), Tartu 1931
- Tolm ja tuli: luuletusi (Stof en vuur: gedichten), Tartu 1936
- Luuletused ja poeemid (Gedichten en poëmen), Stockholm 1956
- Mõrane peegel: kuus poeemi (De gesprongen spiegel: zes poëmen), Tallinn 1962
- Tähetund (Sterrenuur), Tallinn 1966
- Uued luuletused ja poeemid (Nieuwe gedichten en poëmen), Toronto 1968
- Eluhelbed (Levensvlokken), Tallinn 1971
- Tuju (Stemming), Tallinn 1976
- Lendav linn (Vliegende stad), Tallinn 1979
- Korallid Emajões: luuletusi (Koralen in de Emajõg: gedichten), Tallinn 1986
- Üle sõnade serva (Over de rand van de woorden), Tallinn 2004

### Proza
- Vaene väike (Arme kleine), Tartu 1927
- Tuulearmuke (Windliefje), Tartu 1930
- Kirjandusnädala album: "Vabaharidustöö" kirjandusnädala erinumber: II-III (Literatuurweek album: speciale uitgave van de literatuurweek van het volwassenenonderwijswerk: II-III), Tallinn 1930
- Viletsuse komöödia (Komedie van de ellende), Tartu 1935, 2e druk Tallinn 1990

### Verzamelde werken
- Teosed (Werken, 1e band): Üle aegade Assamalla; Luuletusi ja poeeme 1931-1988 (Het Assamalla van alle tijden; gedichten en poëmen 1931-1988), Tallinn 1989
- Teosed (Werken, 2e band): Tuulearmuke; Invaliidid; Viletsuse komöödia; Kõmpa; Proosa 1927-1976, Tallinn 1992
- Koguja: suur luuleraamat (Verzamelaar: groot gedichtenboek), Tartu 2005

## Waardering
Behalve in Estland is in Finland, Engeland, Duitsland, Zweden, Tsjechië en Canada geschreven over Alvers werk.
Betti Alver heeft diverse prijzen gewonnen: in 1966 werd zij Schrijver van Verdienste van de Estische Sovjetrepubliek, in 1967 en 1987 ontving zij de Juhan Liiv Poëzieprijs, in 1977 de Friedebert Tuglas Novelleprijs en in 1981 werd zij Volksschrijver van de Estische Sovjetrepubliek. Sinds haar dood bestaat de Betti Alver- debuutprijs voor literatuur.